# Estação Rádio Base

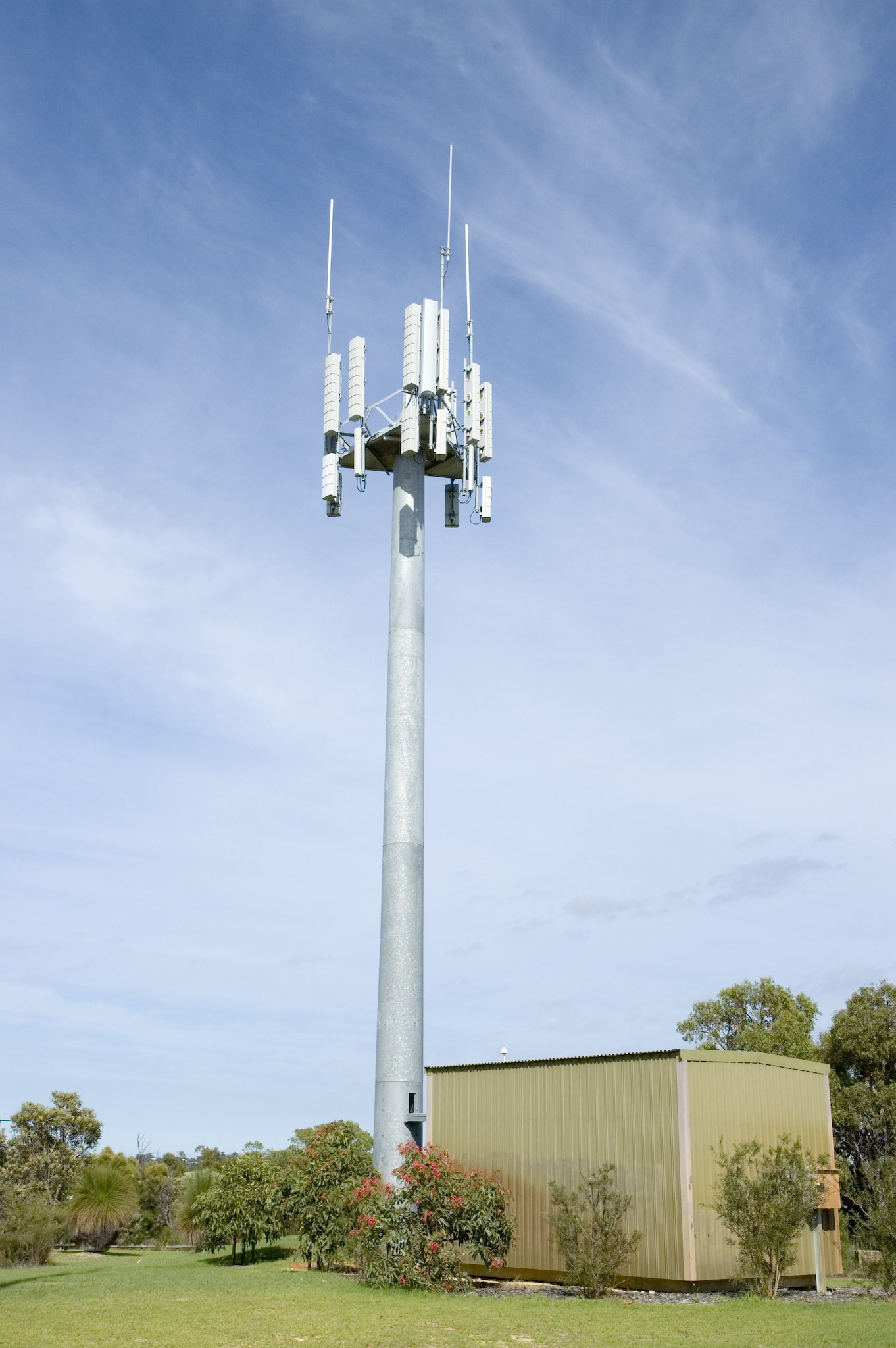
Exemplo de uma Estação Radio Base

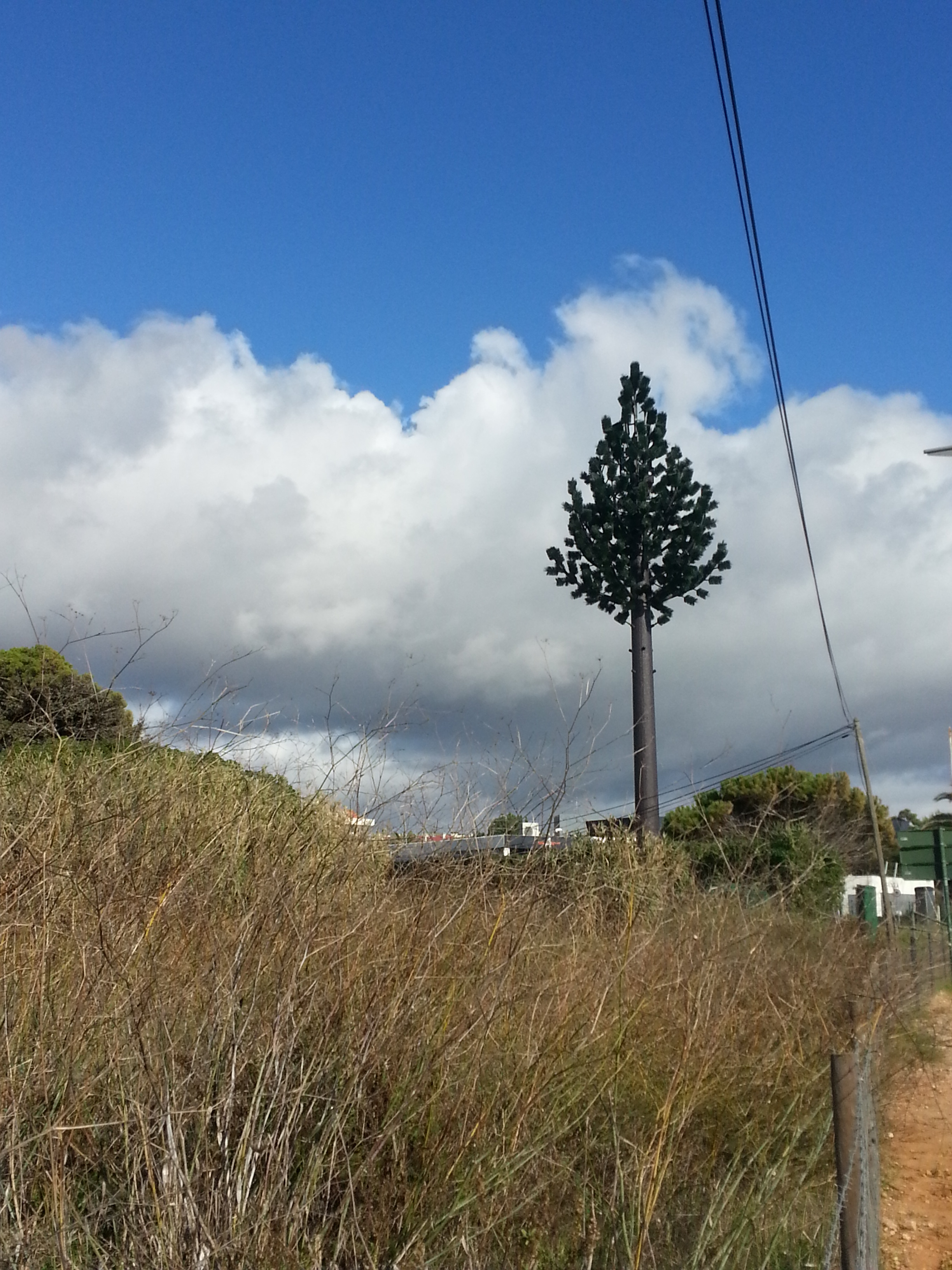
Estação camuflada em Cascais

Estações Radio Base ou ERBs são equipamentos que fazem a conexão entre os telefones celulares e a companhia telefônica, ou mais precisamente a Central de Comutação e Controle (CCC).
Estação Rádio Base (ERB) ou Base Transceiver Station (BTS) é a denominação dada em um sistema de telefonia celular para a Estação Fixa com que os terminais móveis se comunicam.
A ERB está conectada a uma Central de Comutação e Controle (CCC) que tem interconexão com o serviço telefônico fixo comutado (STFC) e a outras CCC’s, permitindo chamadas entre os terminais celulares e deles com os telefones fixos comuns.
Na arquitetura de alguns sistemas celulares existe a figura do Base Station Controller (BSC) que agrupa um conjunto de ERBs antes da sua conexão com a CCC.

## Elementos de composição de uma ERB
- Local onde será implantada.
- Infraestrutura para a instalação dos equipamentos de telecomunicação incluindo a parte civil, elétrica, climatização e energia CC com autonomia em caso de falta de energia através de baterias e, em alguns casos, grupo motogerador (GMG).
- Torre para colocação de antenas para comunicação com os terminais móveis e enlace de rádio para a CCC.
- Equipamentos de telecomunicações.

## Tipos de ERBs
Basicamente existem dois tipos de ERB, comumente chamados de:
- Greenfield – aqueles que são instalados em terrenos, ou seja, no solo.
- Roof Top – aqueles instalados em pavimentos de cobertura de edifícios.

Ambos podem utilizar equipamentos de telecomunicação “indoors” (dentro de compartimentos), cujas características de fabricação determinam a necessidade de uma infraestrutura de climatização, como equipamentos “outdoors” (fora de compartimentos), que são unidades autônomas, previamente concebidas para exposição ao ar livre e dimensionadas para obter uma ventilação apropriada.